# Sainte-Thérèse-de-la-Gatineau
Sainte-Thérèse-de-la-Gatineau es un municipio canadiense situado en la provincia de Quebec.

## Superficie
Sainte-Thérèse-de-la-Gatineau tiene una superficie de 60,68 km².

## Demografía
En 2021, tenía 588 habitantes, una densidad poblacional de 9,7 hab./km², y 534 viviendas.